# Silence (livre)
Pour les articles homonymes, voir Silence.
Silence est un roman pour jeunes adultes fantastique de Becca Fitzpatrick. 
Troisième tome de La Saga des anges déchus, il est la suite des romans Hush, Hush et Crescendo.  
Il a été publié le 4 octobre 2011 aux États-Unis puis le 7 mars 2012 en France.

## Présentation
Dans la ville brumeuse de Portland, Nora tente de mener une vie ordinaire depuis la mort violente de son père. Lors d'un cours de biologie, elle fait la connaissance de Patch. Il est séduisant, mystérieux, toutes les filles en sont folles, mais Nora est perplexe. Comment Patch peut-il en savoir autant sur son compte ? Pourquoi est-il toujours sur sa route quand elle cherche à l'éviter ? Sans le savoir, Nora se retrouve au beau milieu d'un combat séculaire agitant des êtres dont elle ne soupçonnait même pas l'existence. Et en tombant amoureuse de Patch, elle va découvrir que la passion peut être fatale.

### Résumé
Après une lutte acharnée entre deux mondes que tout oppose, une quête désespérée vers un amour qui semblait voué à l échec, Patch et Nora voient leur passion mise à l'épreuve. Quand Nora se réveille à l'hôpital, elle apprend qu'elle est portée disparue depuis plusieurs mois. Seulement, Nora ne se souvient de rien de ce qui s'est passé pendant toute cette période, ni même d'avoir rencontré celui qui a bouleversé sa vie, Patch. Alors que tous tentent de lui cacher son existence, Nora est persuadée que quelqu'un l'attend. Tandis que sa vie est plus que jamais menacée, la jeune femme suivra obstinément son cœur et remuera ciel et terre pour retrouver la personne qui lui apparaît en rêve.

## Réception
La réception de Silence a été favorable. Il a obtenu une moyenne de 4,27⁄5 sur Goodreads (site de suggestions de livres).

## Suite
Le dernier tome de la saga, s'intitule Finale ; il a été publié le 23 octobre 2012 aux États-Unis puis le 7 novembre 2012 en France.

## Adaptation

### Adaptation cinématographique
Le 4 décembre 2012, Becca Fitzpatrick annonce sur son site Web que les droits du livre ont été vendus à LD Entertainment. Becca avait auparavant affirmé ne pas vouloir vendre les droits du film.
Patrick Sean Smith a été chargé de la conversion du livre en script. Pour les acteurs qui interpréteront les personnages, rien n'a encore été dévoilé : les auditions n'ont pas encore commencé. Becca a toutefois confié que, lorsqu'elle a commencé à écrire Hush, Hush (il y a dix ans), elle imaginait Emmy Rossum en Nora et Steven Strait en Patch. Toutefois, elle ajoute aussi que, selon elle, les acteurs sont rendus trop vieux pour jouer Patch et Nora.
Le tournage commencerait en automne 2013 et le film serait prévu pour 2014 ou 2015.
Mais l'auteur a récemment annoncé que le moment pour cette adaptation était mal choisie et donc qu'elle n'était plus prévue pour le moment.